# ザ・シード・オブ・ラブ
『ザ・シード・オブ・ラブ』（英語: The Seed of Love）は、フィリピンのテレビドラマ。2023年5月8日、 GMAネットワークで初公開された。

## 登場人物
アイリーン・コランテス＝フラド
演：グレイザ・デ・カストロ